# 1231 Auricula
Auricula (asteroide 1231) é um asteróide da cintura principal com um diâmetro de 22,52 quilómetros, a 2,4458263 UA. Possui uma excentricidade de 0,0839212 e um período orbital de 1 593,42 dias (4,36 anos).
Auricula tem uma velocidade orbital média de 18,22830809 km/s e uma inclinação de 11,48345º.
Esse asteroide foi descoberto em 10 de Outubro de 1931 por Karl Reinmuth.